# François Bidard
François Bidard (Lonlay-l'Abbaye, 19 de marzo de 1992) es un ciclista francés que fue profesional entre 2016 y 2023.

## Palmarés
- No consiguió ninguna victoria como profesional.

## Resultados en Grandes Vueltas
Durante su carrera deportiva consiguió los siguientes puestos en las Grandes Vueltas. 
| Carrera | Carrera         | 2016 | 2017 | 2018 | 2019 | 2020 | 2021 | 2022 | 2023  |
| ------- | --------------- | ---- | ---- | ---- | ---- | ---- | ---- | ---- | ----- |
|         | Giro de Italia  | —    | 39.º | 37.º | 30.º | 39.º | Ab.  | —    | 54.º  |
|         | Tour de Francia | —    | —    | —    | —    | —    | —    | —    | —     |
|         | Vuelta a España | 94.º | —    | —    | 24.º | —    | —    | —    | 125.º |

—: no participa

Ab.: abandono